# Salomon Cohn
Salomon Cohn (ur. 24 marca 1822 w Białej, zm. 22 września 1902 we Wrocławiu) – niemiecki rabin.

## Życiorys
Salomon Cohn został rabinem w Opolu w 1847 roku, pracował w Maastricht i Schwerin, a od 1876 pracował w synagodze Tiergarten w Berlinie. W latach 1878–1894 był wykładowcą teoretycznej i praktycznej homiletyki w Seminarium Rabinackim w Berlinie. W 1894 przeszedł na emeryturę i przeniósł się do Wrocławia, gdzie zmarł. Jego majątek trafił do seminarium rabinackiego w Berlinie.